# Presto (Opera)
Presto — браузерний рушій, розроблений Opera Software для браузера Opera. Після декількох бета-версій і технічних превью його офіційно випустили 28 січня 2003 в Opera 7.0 для Windows. Presto прийшов на зміну браузеру Opera з кодовою назвою Elektra (версії 4, 5, 6). На відміну від Elektra, Presto динамічніший: сторінки та їхні частини можуть бути оновлені у відповідь на сценарні і DOM-запити. Наступні випуски рушія включали виправлення помилок і підвищення швидкості ECMAScript (JavaScript).
У лютому 2013 року Opera Software оголосила, що вона має намір відмовитися від рушія Presto у всіх своїх продуктах, замінивши його на WebKit, і в квітні 2013 одразу оголосив про перехід на форк Blink від Google.

## Розвиток
| Версія Presto | Рушій JavaScript | Кодове ім'я браузера | Браузер Opera | Opera Mobile     | Інші використання    | Основні нововведення |
| ------------- | ---------------- | -------------------- | ------------- | ---------------- | -------------------- | --- |
| pre Presto    | без назви        | без назви            | 3.5           |                  |                      | |
| pre Presto    | Linear A         | Elektra / без назви  | 4.0           |                  |                      | |
| 1.0           | Linear B         | без назви            | 7             |                  |                      | |
| 2.0           | Linear B         | Merlin               | 9.0           |                  | Internet Channel     | Canvas, проходження тесту Acid2, Rich text editing, XSLT і XPath                                                                                          |
| 2.1           | Futhark          | Kestrel              | 9.5           | 9.5 beta         |                      | SVG Tiny 1.2, SVG як CSS, SVG як <img>, Audio-об'єкти |
| 2.1.1         | Futhark          | Kestrel              | 9.6           |                  |                      | Scope API |
| 2.2           | Futhark          | Peregrine            |               | 9.7 beta         |                      | |
| 2.2.15        | Futhark          | Peregrine            | 10.0          |                  |                      | Проходження Acid3 на 100 из 100 з піксельною точністю, вебшрифти, CSS-селектори API, кольорові моделі RGBA и HSLA, TLS 1.2., FPS в SVG, SVG-шрифти в HTML |
| 2.3           | Futhark          | Peregrine            |               |                  | Opera Devices SDK 10 | Властивості CSS3: border-radius (закруглення кутів), box-shadow, transitions; елементи HTML5: <audio> і <video>                                           |
| 2.4           | Futhark          | Peregrine            |               | 10 beta          |                      | CSS3: 2D transforms |
| 2.5.24        | Carakan          | Evenes               | 10.5          |                  |                      | Втілення Carakan і Vega, котрі прискорюють обробку JavaScript і прорисовку сторінок відповідно                                                            |
| 2.6.30        | Carakan          | Evenes               | 10.6          |                  |                      | WebM-відео, геопозиціонування, AppCache, Web Workers |
| 2.7.62        | Carakan          | Kjevik               | 11.0          |                  |                      | Розширення, WebSocket |
| 2.8.131       | Carakan          | Barracuda            | 11.10         | 11.1             |                      | CSS3: Лінійні градієнти, багато-стовпчикова розмітка тексту; підтримка WebP, File API та інше                                                             |
| 2.9.168       | Carakan          | Swordfish            | 11.50         | 11.5             |                      | |
| 2.10.229      | Carakan          | Tunny                | 11.60         |                  |                      | ECMAscript 5, новий HTML5 парсер, повна підтримка CSS градієнтів, одиниця CSS «rem»                                                                       |
| 2.10.289      | Carakan          | Wahoo                | 12.00         | 12               |                      | WebGL і апаратне прискорення (у тестовому режимі) |
| 2.11.351      | Carakan          |                      |               |                  |                      | Оновлений протокол WebSockets |
| 2.11.355      | Carakan          | Marlin               |               | 12.1 для Android |                      | SPDY, CSS3 Flexbox |
| 2.12.388      | Carakan          | Marlin               | 12.10-12.16   |                  |                      | SPDY, CSS3 Flexbox |

### Рушії на JavaScript
Існують рушії для JavaScript, котрі базуються на «Presto»
- рушій «linear_b» використовувався в Opera 7.0 — 9.2[17];
- рушій «futhark» використовувався в Opera 9.5 — 10.10[18];
- рушій «Carakan» з'явився в Opera 10.50[19][20].

## Використання

### Веббраузери
- Opera
  - Opera від 7 до 12 версій
  - Opera Mobile від 9.5 до 12 версій
  - Opera Mini
- Nintendo
  - Nintendo DS Browser (на основі Opera)[21]
  - Nintendo DSi Browser (на основі Opera)[22]
  - Wii Internet Channel Browser (на основі Opera)[23]
- Nokia 770 Browser (на основі Opera)
- Sony Mylo COM-1 Browser (на основі Opera)[24]

### HTML редактори
- Adobe Dreamweaver від MX до Dreamweaver CS3 (CS4/CS5 використовує WebKit)
- Adobe Creative Suite 2[25]
- Adobe Creative Suite 3[26]
- Virtual Mechanics SiteSpinner Pro[27]

## Виноски
1. ↑  Opera 12.0 Changelog. Архів оригіналу за 8 вересня 2012. Процитовано 5 жовтня 2013.
2. ↑  https://dev.opera.com/blog/opera-mini-server-upgrade
3. ↑  Lextrait, Vincent The Programming Languages Beacon, v10.0 (January 2010). Перевірено 4 січня 2010. Архівовано з першоджерела 23 червня 2013.
4. ↑  Олег Парамонов. Что погубило браузер Opera и чем займутся его создатели в будущем.  Компьютерра (19 лютого 2013). Перевірено 4 березня 2013.
5. ↑  Haavard Wikipedia misconception: "Elektra" as a layout engine.  My Opera (12 березня 2009). Перевірено 16 червня 2009. Архівовано з першоджерела 26 серпня 2011.
6. ↑  Opera Mobile 9.5 adds Opera Widgets to deliver a one-click mobile Internet experience. Press Releases.  Opera Software (20-10-2008). Перевірено 16 вересня 2009. Архівовано з першоджерела 26 серпня 2011.
7. ↑  Поддержка стандартов в Presto 2.1.1(англ.). — Официальная документация Opera. Перевірено 26 лютого 2010. Архівовано з першоджерела 26 серпня 2011.
8. ↑  Lawson, Bruce Opera Presto 2.1 - Web standards supported by Opera’s core.  Opera Software (10 вересня 2008). Перевірено 27 лютого 2009. Архівовано з першоджерела 26 серпня 2011.
9. ↑  Поддержка стандартов в Presto 2.2(англ.). — Официальная документация Opera. Перевірено 26 лютого 2010. Архівовано з першоджерела 26 серпня 2011.
10. ↑  Opera announces the new Opera Mobile 9.7 at CTIA Wireless 2009 – a server-accelerated full Web experience for smartphones and mobile devices. Press Releases.  Opera Software (26-3-2009). Перевірено 16 вересня 2009. Архівовано з першоджерела 26 серпня 2011.
11. ↑  Pettersen, Yngve Nysæter New in Opera Presto 2.2: TLS 1.2 Support.  Opera Software (25 лютого 2009). Перевірено 27 лютого 2009. Архівовано з першоджерела 26 серпня 2011.
12. 1 2 3  Haavard. Read about Presto 2.3, and try out Presto 2.4(англ.) (3 November 2009). Перевірено 4 листопада 2009. Архівовано з першоджерела 26 серпня 2011.
13. ↑  Поддержка стандартов в Presto 2.3(англ.). — Официальная документация Opera. Перевірено 26 лютого 2010. Архівовано з першоджерела 26 серпня 2011.
14. ↑  Поддержка стандартов в Presto 2.4(англ.). — Офіційна документація Opera. Перевірено 26 лютого 2010. Архівовано з першоджерела 26 серпня 2011.
15. ↑  Roberto Mateu. Opera 10.5 pre-alpha for Labs.  Opera Software (22-12-2009). Перевірено 22 грудня 2009. Архівовано з першоджерела 26 серпня 2011.
16. ↑  Web specifications support in Opera products: an overview(англ.). — Різниця в підтримці стандартів у різних версіях Opera. Перевірено 15 липня 2010. Архівовано з першоджерела 26 серпня 2011.
17. ↑  Sivonen, Henri Names of Browser Engines (23 листопада 2006). Перевірено 3 січня 2007. Архівовано з першоджерела 26 серпня 2011.
18. ↑  Bointon, Marcus SunSpider Benchmarks: WebKit Rocks. Pet Pixels (19 грудня 2006). Перевірено 3 січня 2007. Архівовано з першоджерела 26 серпня 2011.
19. ↑  Lawson, Bruce Carakan F.A.Q..  My Opera (3 лютого 2009). Перевірено 16 червня 2009. Архівовано з першоджерела 26 серпня 2011.
20. ↑  Lindström, Jens Carakan - By Opera Core Concerns.  Opera Software (5 лютого 2009). Перевірено 5 лютого 2009. Архівовано з першоджерела 26 серпня 2011.
21. ↑  Surf in Bed: Nintendo DS Browser hits Japan (Пресреліз). Opera Software ASA. 24 липня 2006. Архів оригіналу за 14 серпня 2006. Процитовано 2 листопада 2008.
22. ↑  Rahul Srinivas and Jon S. von Tetzchner. Operating Systems are Less Important: Opera.  Techtree (8 жовтня 2008). Перевірено 25 лютого 2009. Архівовано з першоджерела 26 серпня 2011.
23. ↑  Play with the Web: Opera browser now available for download on Wii (Пресреліз). Opera Software ASA. 22 грудня 2006. Архів оригіналу за 12 травня 2008. Процитовано 2 листопада 2008.
24. ↑  Sony Electronics uses the Opera browser for its new mylo personal communicator (Пресреліз). Opera Software ASA. 23 серпня 2006. Архів оригіналу за 29 серпня 2008. Процитовано 2 листопада 2008.
25. ↑  Powered by Opera: Opera Integrated with Adobe Creative Suite 2 (Пресреліз). Opera Software ASA. 4 квітня 2005. Процитовано 2 листопада 2008.
26. ↑  Adobe Creative Suite 3 (CS3) uses built-in Opera for rendering engine (28 березня 2007). Перевірено 20 квітня 2008. Архівовано з першоджерела 26 серпня 2011.
27. ↑  Design Web Pages for the Desktop and Mobile Devices (Пресреліз). Virtual Mechanics Inc. 18 листопада 2008. Архів оригіналу за 9 січня 2009. Процитовано 18 листопада 2008.